# بنایم
بنایم یکی از روستاهای استان آذربایجان شرقی است که در دهستان گاودول شرقی بخش مرکزی شهرستان ملکان واقع شده‌است.این روستا یکی از بهترین مکان برا گردشگری است ،در واقع مکان های گردشی بسیاری ندارد .این روستا یک مکانی پر اب و سر سبز است و یک ددیچه طبیعی  دارد که از ان اب فراوانی به بیرون می اید